# Ойч
Ойч (нем. Eutzsch) — деревня в Германии, в земле Саксония-Анхальт. Входит в состав города Кемберг района Виттенберг.

## История
Впервые упоминается в 965 году как Узици.
В XX веке Ойч имела статус общины (коммуны), подразделявшейся на 3 сельских округа. Население общины составляло 654 человека (на 31 декабря 2006 года). Занимала площадь 13,83 км².
1 января 2010 года община Ойч вошла в состав города Кемберг.